# Alligation
L'alligation est un type de calcul pouvant entre autres être utilisé en pharmacie. Il existe plusieurs types de calculs pharmaceutiques dont l'alligation médiale et l'alligation alterne. 

## Alligation médiale
L'alligation médiale permet de calculer la concentration finale lors d'un mélange de produits de concentrations différentes. Elle est utilisée, par exemple, si l'on dispose de bouteilles d'alcool à des concentrations différentes, afin de connaître la concentration finale lorsque le contenu de chacune des bouteilles sera mélangé.
Certains utilisent à tort le terme "alligation médicale". Il s'agit de l'alligation mediale et non médicale.

## Alligation alterne
L'alligation alterne permet de calculer les quantités d'ingrédients requises pour obtenir un produit final à une concentration désirée. Elle est utilisée, par exemple, si l'on doit préparer un produit, tel qu'une crème, à une certaine concentration, mais qu'on ne dispose que de cette même crème à une concentration plus élevée et à une concentration moins élevée que celle nécessaire. L'alligation alterne permet donc de trouver la quantité nécessaire de chacune d'elles afin d'obtenir le produit fini à la concentration désirée.